# Kesternichtest
Kesternichtest ist eine verbreitete Bezeichnung für die Korrosionsprüfung mit Schwefeldioxid unter allgemeiner Feuchtigkeitskondensation. Dieser Test wurde 1951 von Wilhelm Kesternich entwickelt, um die Schadensauswirkungen von saurem Regen zu simulieren. Die Prüfung kann für Überzüge oder für Grundwerkstoffe angewendet werden. Die Prüfmethode wird durch verschiedene Normen festgelegt (DIN EN ISO 6988, DIN 50018). Die zu prüfenden Teile werden in eine Prüfkammer gelegt und warmer, feuchter Luft in Verbindung mit einer bestimmten Menge Schwefeldioxid ausgesetzt. Die Prüfung erfolgt meistens in Zyklen von je 24 Stunden.

## Prüfeinrichtung
Die Prüfkammer hat gewöhnlich ein Volumen von ca. 300 l. Größere oder kleinere Prüfkammern sind auch möglich, für einen normgerechten Ablauf müssen aber die Wassermengen und die Menge Schwefeldioxid proportional an ein von 300 l abweichendes Kammervolumen angepasst werden. Das Konstruktionsmaterial des inneren Gehäuses der Kammer und die Vorrichtungen zum Anordnen der Proben müssen aus inerten und korrosionsbeständigen Werkstoffen hergestellt sein, damit es keine Reaktion zwischen dem zu prüfenden Muster und dem Material der Kammer gibt.

## Prinzip
Das Prinzip der Prüfung ist einfach: In die Bodenwanne der Prüfkammer wird eine definierte Menge destilliertes oder entionisiertes Wasser eingefüllt. Die Proben werden in der Kammer oberhalb des Wasserspiegels angeordnet. Die Tür oder Haube der Kammer wird dicht verschlossen. Es wird eine festgelegte Menge Schwefeldioxid in die Kammer eingeleitet. Achtung: Sicherheitsvorschriften beachten! Durch eine geregelte Heizvorrichtung wird die Kammer auf 40 °C erwärmt. Am Ende eines Prüfzyklus oder vor dem Öffnen der Kammer muss die schwefeldioxidhaltige Luft in der Kammer gegen Frischluft ausgetauscht werden. Achtung: Die schwefeldioxidhaltige Luft darf nicht in die Raumluft geleitet werden. Die Prüfdauer richtet sich nach der Spezifikation.

## Nach der Prüfung
Proben aus der Kammer entnehmen und in der Raumluft trocknen lassen. Eine erste Bewertung erfolgt vor dem Entfernen möglicher Korrosionsprodukte. Wenn die geprüften Teile gereinigt werden, müssen dabei die Auswertungskriterien berücksichtigt werden.

## Auswertung
Mögliche Merkmale zur Bewertung: Aussehen nach der Prüfung, Aussehen nach Entfernung der Korrosionsprodukte, Anzahl und Größe von Fehlstellen, Zeit bis zum ersten Auftreten von Korrosion, Masseverlust. Die Ergebnisse werden in einem Prüfbericht beschrieben.